# Szlak Lasów Miejskich Krakowa
Szlak Lasów Miejskich Krakowa, česky lze přeložit jako Stezka městských lesů Krakova, je naučná stezka nebo spíše několik naučných stezek ve městě Krakov v Malopolském vojvodství v jižním Polsku. Nachází se v krajinném parku Bielańsko-Tyniecki Park Krajobrazowy.

## Historie a popis naučné stezky
Fundacja Miejski Park i Ogród Zoologiczny w Krakowie (Nadace městský park a zoologická zahrada v Krakově), za přispění peněz z fondů EU, vybudovala v roce 2011 trasu naučné stezky, která umožňuje bližší seznámení se sedmi lesími oblastmi nacházejících se v Krakově. Jmenovitě jsou to lokality:
- Las Wolski v městské části Zwierziniec.
- Skałki Twardowskiego v městské části Dębniki.
- Górka Pychowicka v městské části Dębniki.
- Kostrze v městské části Dębniki.
- Kowadza v městské části Dębniki.
- Wielkanoc v městské části Dębniki.
- Tyniec v městské části Dębniki.

Na stezce jsou postaveny turistické přístřešky, lavičky, odpadkové koše, schody, lávky, místy upravené cesty a celkem 31 informačních tabulí.

## Další informace
Szlak Lasów Miejskich Krakowa je celoročně volně přístupný. Trasa vede také kolem Zoo Krakov, kde u vstupu do Zoo lze získat tištěného průvodce trasou.